# Wanda Rutkiewicz
Wanda Rutkiewicz (4 de febrer de 1943 - 12 o 13 de maig de 1992) fou una alpinista i enginyera informàtica polonesa, considerada una de les alpinistes més grans de la història. Fou la primera dona a pujar fins al cim del K2 i la tercera dona (la primera europea) a fer el cim de l'Everest.

## Trajectòria
Va néixer el 1943 a Plungė, una ciutat que en aquells anys formava part de Polònia i que avui en dia és a Lituània. Després de la Segona Guerra Mundial la Unió Soviètica es va annexionar les parts orientals de Polònia i la seva família va marxar cap a Wrocław, on es graduà en enginyeria elèctrica.
Wanda Rutkiewicz fou la tercera dona (primera europea) i la primera persona polonesa a pujar l'Everest, el 16 d'octubre de 1978. El 1986 es convertia en la primera dona a pujar el K2 com a part d'una petita expedició encapçalada per Lilliane i Maurice Barrard.
Morí el 12 o 13 de maig de 1992 mentre pujava el Kangchenjunga. Començà l'ascensió amb Carlos Carsolio a les 3.30 h del matí del 12 de maig des del Camp IV, situat a 7.950 metres. Després de dotze hores d'escalada amb una forta nevada, Carlos assolí el cim. De baixada, se la trobà que estava entre els 8.200 i 8.300 m. Ella decidí fer bivac allà i reprendre la pujada l'endemà, però no tenia menjar ni equip per bivaquejar. Mai més se la tornà a veure.
D'haver aconseguit el cim hauria estat el seu novè vuit mil.

## Principals ascensions
Ascensions principals:
- 1978 - Everest[8]
- 1985 - Nanga Parbat.[8] Junt a Krystyna Palmowska i Anna Czerwinska. Fou el primer equip íntegrament femení a escalar aquest cim. La primera dona a fer-lo havia estat Lilliane Barrard el 1984
- 1986 - K2.[8] Fou la primera dona a fer-ne el cim. Allà esperà a Michel Parmentier, Maurice i Liliane Barrard (morts ambdós durant el descens)
- 1987 - Shisha Pangma,[8] junt a Ryszard Warecki
- 1989 - Gasherbrum II, junt a Rhony Lampard[9]
- 1990 - Gasherbrum I, junt a Ewa Panejko-Pankiewicz[9]
- 1991 - Cho Oyu, en solitari[9]
- 1991 - Annapurna, en solitari per la cara sud[9]